# 林崎文博
林崎 文博（はやしざき ふみひろ、1970年7月28日 - ）は、日本の漫画家。北海道出身。ラブコメやSF、不良漫画など幅広いジャンルの作品を発表している。肉感的な女性キャラクターが登場することが多い。

## 作品
- 闘魂少女（バトルガール）（週刊少年サンデー、小学館、未単行本化）
- バリボ（月刊少年エース、角川書店、全5巻）
- つきあってよ!五月ちゃん（月刊少年ジャンプ、集英社、全5巻）
- サイドボーン　※原作…三条陸（月刊少年ジャンプ、集英社、全3巻）
- VF-アウトサイダーヒストリー-（ヤングアニマル、白泉社、全27巻）
- ガブメント（ヤングアニマル嵐、白泉社、全4巻）
- ぼっちの人魚姫（ヤングアニマル、白泉社、全3巻）
- エゴコロ♥トイロ（グランドジャンプPREMIUM連載、集英社、全5巻）
- 妻がナニやら（ヤングチャンピオン烈、秋田書店、全3巻）
- Dr.吟子はただいま痴療中（ゴラクエッグ、日本文芸社、全2巻）